# Romana Maggiora Vergano

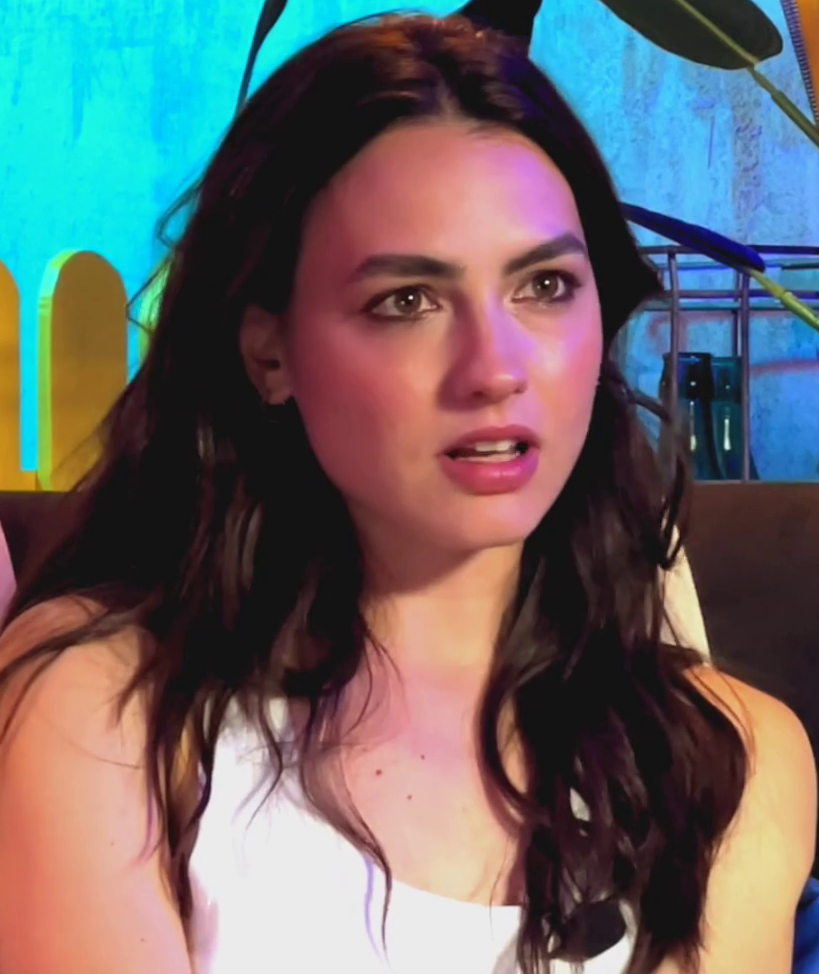
Romana Maggiora Vergano, 2024

Romana Maggiora Vergano (* 27. November 1997 in Rom) ist eine italienische Schauspielerin.

## Leben und Karriere
Vergano wurde am 27. November 1997 in Rom geboren. Im Alter von 18 Jahren begann sie ihre Ausbildung an der Scuola d'Arte Cinematografica Gian Maria Volonté. Ihre Karriere startete sie zunächst mit kleinen Rollen in Don Matteo, Il silenzio dell'acqua, Liberi tutti und Chiamami ancora amore.
2020 wurde sie mit dem Preis Premio Vincenzo Crocitti International ausgezeichnet. Anschließend war sie 2022 in der Serie Christian zu sehen. Im selben Jahr bekam Vergano in dem Film Gli anni belli eine Hauptrolle. Außerdem trat sie 2023 in Morgen ist auch noch ein Tag auf. 2024 spielte sie in Those About to Die mit.

## Filmografie (Auswahl)
Filme
- 2018: L'ultimo piano
- 2021: Anni da cane
- 2022: Gli anni belli
- 2022: Siccità
- 2023: Come le tartarughe
- 2023: Morgen ist auch noch ein Tag (C’è ancora domani)
- 2024: Die Gesandte des Papstes (Cabrini)
- 2024: Il tempo che ci vuole

Serien
- 2018: Immaturi la serie
- 2019: Liberi tutti
- 2022–2023: Christian
- 2024: La Storia
- 2024: Those About to Die